# Finca (Spiel)
Finca ist ein  Brettspiel, das von Ralf zur Linde und Wolfgang Sentker erdacht wurde und 2009 im Hans im Glück Verlag erschien. Illustriert wurde das Spiel von Franz Vohwinkel. Das Spiel wurde für das Spiel des Jahres 2009 nominiert.

## Thema
Im Spiel selbst geht es um das alte Mallorca, das noch nicht touristisch geprägt, sondern landwirtschaftlich ausgerichtet war. Die Spieler schlüpfen in die Rolle von Fincabesitzern auf Mallorca und versuchen mit ihren Eselskarren Früchte von ihrer Plantage an die verschiedenen Gemeinden der Insel zu liefern. Ganz nebenbei lernen die Spieler dabei die verschiedenen Dörfer und Gemeinden und insbesondere die inseltypischen Südfrüchte kennen.

## Spielmaterial
Neben dem Spielplan, der eine Illustration der Insel Mallorca zeigt, enthält das Spiel:
- 12 Windmühlenblätter die das Windmühlenrad bilden auf dem der Hauptteil des Spielgeschehens stattfindet.
- 42 Früchteplättchen
- 10 Fincaplättchen
- 6 Holzfincas
- 108 Früchte (je 18 Orangen, Zitronen, Mandeln, Feigen, Oliven und Weintrauben)
- 16 Sonderzugplättchen in den 4 Spielerfarben
- 20 Bauernfiguren in den 4 Spielerfarben
- 4 Bonusplättchen 1–6
- 8 Eselskarren als Plättchen